# Polymastia martae
Polymastia martae är en svampdjursart som beskrevs av Boury-Esnault, Pansini och Uriz 1994. Polymastia martae ingår i släktet Polymastia och familjen Polymastiidae. Inga underarter finns listade.